# Patrick Martins Vieira
Patrick Martins Vieira (født 11. januar 1992) er en brasiliansk fodboldspiller.